# Corte (guitarra)

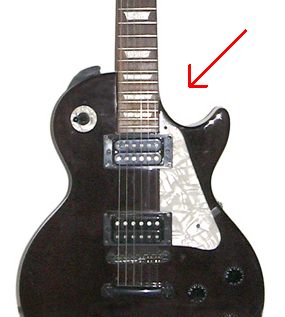
Corte en una guitarra estilo Les Paul.

Un corte en una guitarra es una hendidura adyacente al mástil en la parte superior de su cuerpo, diseñada para permitir un acceso más fácil a los trastes superiores.

## Descripción general
Las guitarras que cuentan con cortes son relevantes cuando se habla de guitarras acústicas y guitarras semiacústicas; Prácticamente todas las guitarras de cuerpo sólido tienen al menos un corte o una forma de cuerpo (como la Gibson Flying V) que no invade la zona superior del mástil.
Algunos fabricantes designan modelos de instrumentos con cortes utilizando el sufijo C, como la Gibson L-5 C o la Maton CW80C .

## Tipos de cortes
Hay dos tipos principales de cortes que pueden aparecer en una guitarra: el veneciano y el florentino. Un corte veneciano tiene un contorno redondeado, mientras que un corte florentino cuenta con un contorno filoso. Es probable que los términos provengan de la Gibson Guitar Corporation y probablemente no reflejen las prácticas históricas de fabricación de instrumentos de Florencia y Venecia. También existe un tercer tipo menos común, el corte cuadrado, utilizado en la guitarra Selmer-Maccaferri y algunas guitarras con cuerdas de nailon.

## Por cantidad de cortes
Los instrumentos con sólo un corte se conocen como instrumentos de "corte simple" mientras que aquellos que cuentan con dos se llaman de "corte doble".

### Corte doble
Además del más común corte inferior, varios instrumentos tienen un corte superior, a veces más pequeño que el inferior o a veces del mismo tamaño. Esto suele verse únicamente en las guitarras eléctricas, ya que la reducción del tamaño del cuerpo resultante de un corte doble sería perjudicial para la calidad del sonido de una guitarra acústica. Los cortes dobles permiten que el pulgar y los dedos pasen más allá de la unión del cuello y el cuerpo. Además, el botón de la correa en las guitarras con corte doble normalmente se coloca en el extremo del cuerno superior, más arriba del mástil que en las guitarras sin corte: esto mejora el equilibrio del instrumento cuando se toca con correa. Un corte doble también facilita el uso de instrumentos para diestros por parte de zurdos.
En algunas guitarras Gibson, los modelos con dos cortes se abrevian con un "DC" después del nombre, como sucede con la Les Paul Studio DC, la Les Paul Standard DC, la Les Paul Special DC y la Les Paul Junior DC. Dado que se producen más versiones de corte simple de estas guitarras que de corte doble, si el nombre del modelo de estas guitarras no va seguido de "DC",  se supone que la referencia es a los modelos de corte simple.